# Walentina Malawina
Walentina Aleksandrowna Malawina (ros. Валенти́на Алекса́ндровна Маля́вина; ur. 18 czerwca 1941 w Moskwie, zm. 30 października 2021 tamże) – radziecka i rosyjska aktorka teatralna i filmowa, uhonorowana tytułem Zasłużonej Artystki Federacji Rosyjskiej (1993). 

## Życiorys
W 1962 ukończyła studia w Instytucie Teatralnym im. B. Szczukina. W latach 1965–1979 pracowała w teatrze im. Wachtangowa. W 1983 roku skazano ją na 9 lat więzienia za zabójstwo męża, któremu zadala cios nożem w serce. Aktorka odmawiała przyznania się do winy i twierdziła, że to było samobójstwo. W 1988 roku ukazem Prezydium Rady Najwyższej ZSRR została zwolniona na mocy amnestii w związku z 70. rocznicą ustalenia władzy radzieckiej. Po wyjściu z więzienia powróciła do teatru i kina. W 2001 roku upadła, uderzyła głową o podłogę i wskutek urazu czaszkowo-mózgowego straciła wzrok. Pozostałe lata życia spędziła w domu opieki, gdzie zmarła. Pochowana na Cmentarzu Trojekurowskim w Moskwie.

## Wybrana filmografia
- 1962: Dziecko wojny jako Masza
- 1968: Portret Doriana Graya jako Sibyl Vane
- 1969: Król jeleń jako Angela